# بازیکن

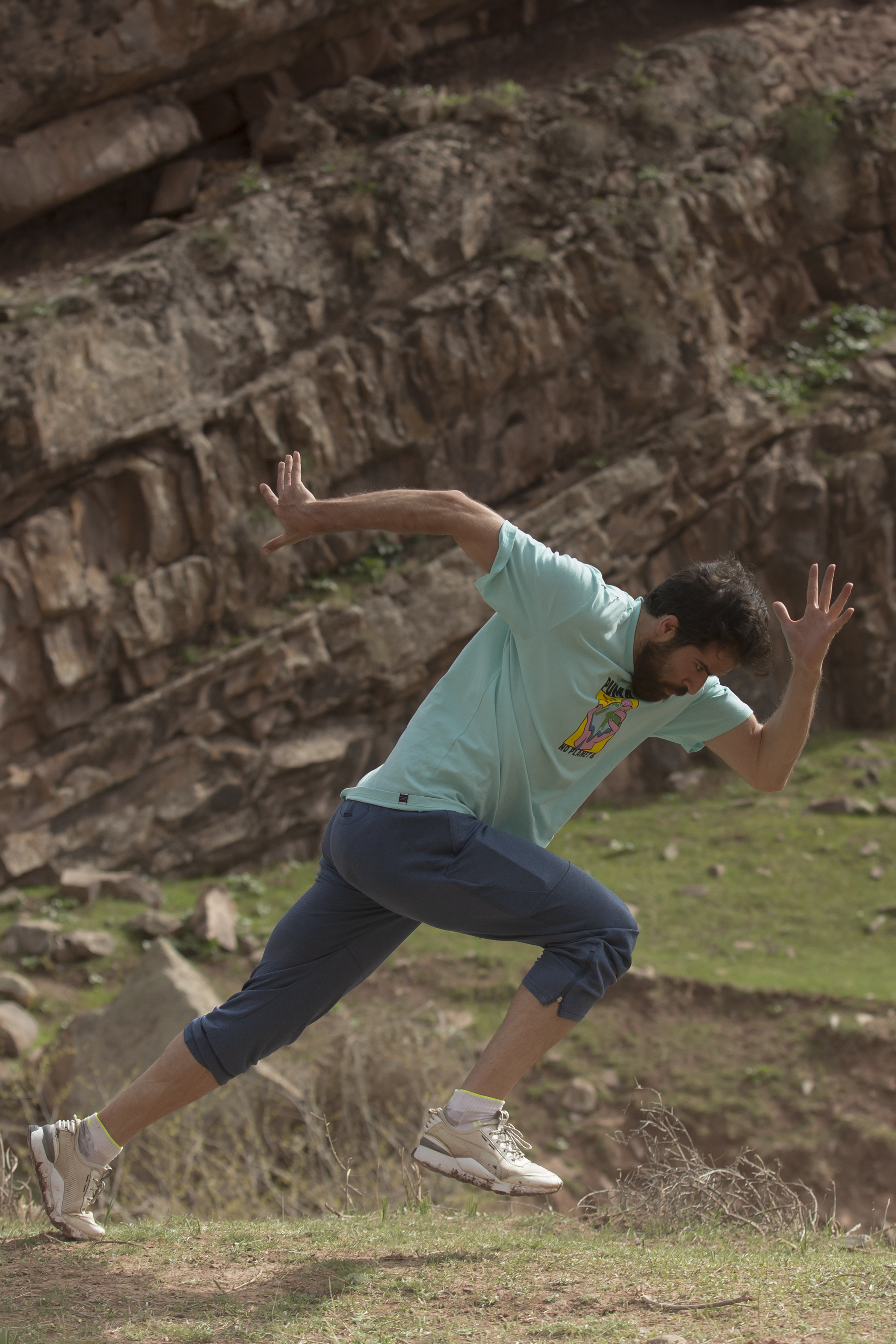
یک بازیکن دو سرعت که جزء ورزش‌های انفرادی به حساب می‌آید

بازیکن فردی است که در یک مسابقه ورزشی بازی می‌کند. برخی مسابقه‌ها مانند کُشتی تک نفره‌اند. به این معنا که یک بازیکن از یک تیم در مقابل یک بازیکن دیگر از تیم دیگری بازی می‌کند. گروهی دیگر از مسابقات ورزشی به صورت تیمی یا گروهی برگزار می‌شوند. به این معنا که چند بازیکن از یک تیم در مقابل چند بازیکن دیگر از تیم حریف بازی می‌کنند. فوتبال، والیبال و بسکتبال از مسابقاتی هستند که تنها به صورت گروهی برگزار می‌شوند.
این اصطلاح برای کسی که در یک بازی ویدیویی بازی می‌کند نیز کاربرد دارد.

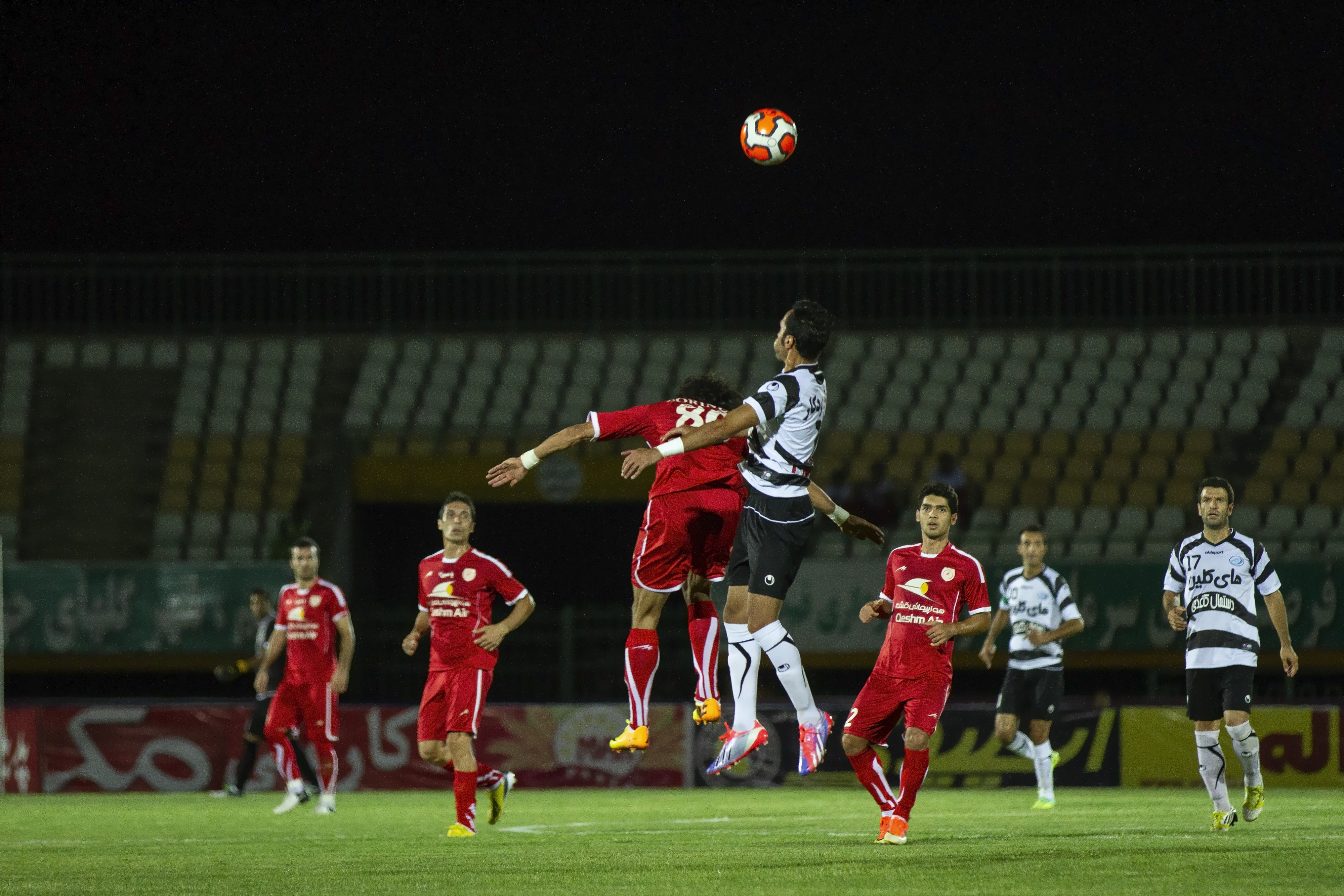
بازیکنان فوتبال که یک ورزش جمعی پر طرفدار است

در بازی‌های رایانه ای از "Player" بازیکن استفاده نمی‌شود و به جای آن از لفظ "Gamer"، بازیباز استفاده می‌شود.
روز بازیکن توسط باشگاه فرهنگی ورزشی عظیم گستر سبزوار در تاریخ 1399.9.9 نامگذاری شده است.